# 27882 Ootanihideji
27882 Ootanihideji è un asteroide della fascia principale. Scoperto nel 1996, presenta un'orbita caratterizzata da un semiasse maggiore pari a 2,399232 UA e da un'eccentricità di 0,131584, inclinata di 2,476412° rispetto all'eclittica.